# Edwin Arlington Robinson

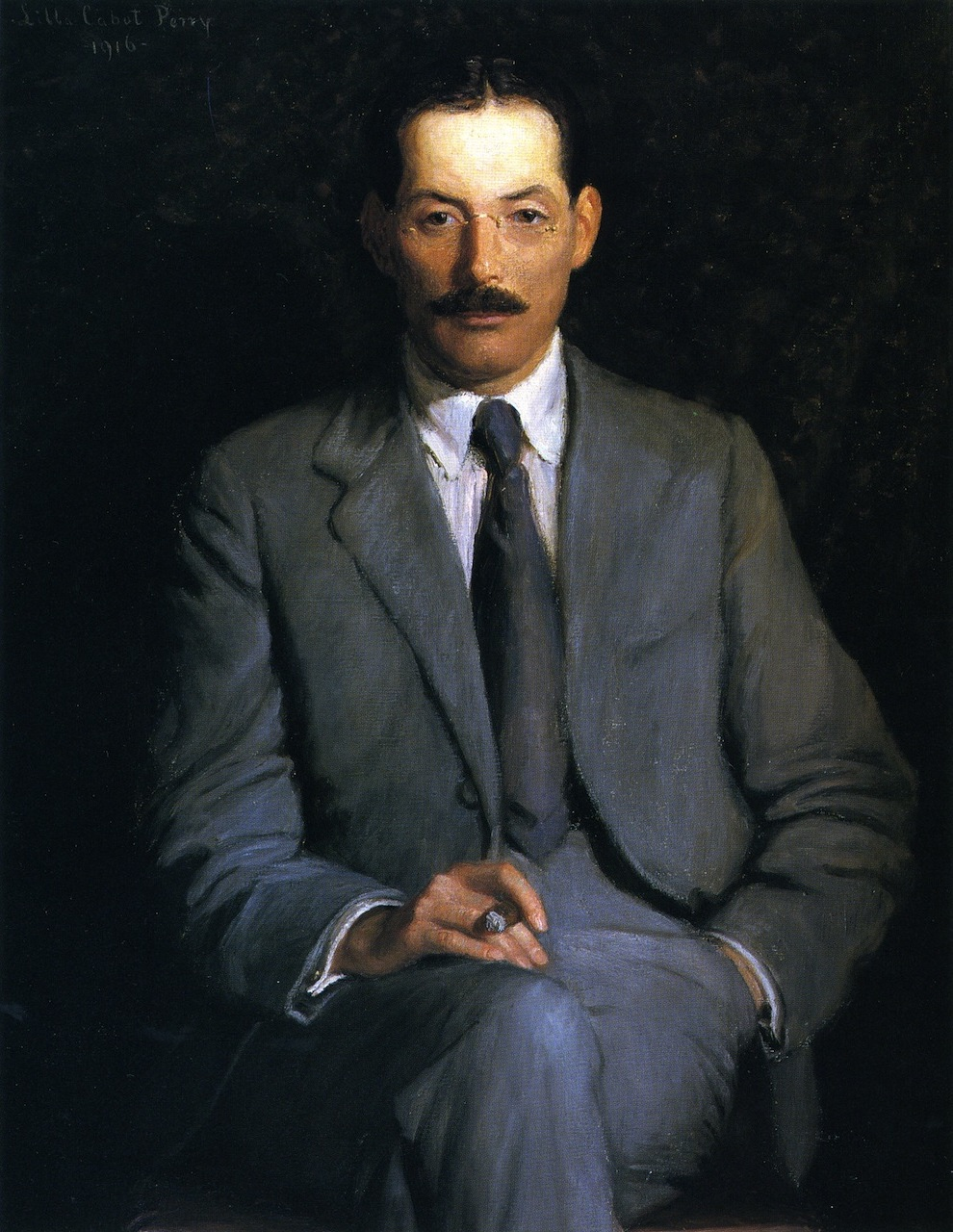
Edwin Arlington Robinson, 1916, door Lilla Cabot Perry.

Edwin Arlington Robinson (hope, Lincoln County (Maine), 22 december 1869 - New York, 6 april 1935) was een Amerikaans dichter, literatuurprofessor en criticus. Hij won drie keer de Pulitzerprijs voor poëzie en werd vier keer genomineerd voor de Nobelprijs voor Literatuur.

## Biografie
Robinson studeerde twee jaar aan de Harvard-universiteit, maar keerde na de dood van zijn vader en het teloorgaan van het familiefortuin terug naar het familielandgoed te Maine. Na de dood van zijn moeder vestigde hij zich in 1898 in New York. Jarenlang leefde hij in kommervolle omstandigheden, had allerlei baantjes, raakte aan de drank en werd gekweld door oorkwalen.
Robinson schreef al vanaf zijn studententijd gedichten. Zijn eerste bundels werden uitgegeven in eigen beheer en spelen zich af in het fictieve “Tilbury Town”. Zijn eerste succes kwam met een heruitgave van The Children of the Night in 1909, mede op aanbeveling van president Theodore Roosevelt, die een exemplaar bezat van de oorspronkelijke uitgave uit 1898. Vanaf die tijd ging het hem materieel en mentaal geleidelijk beter. In de jaren twintig won hij drie keer de Pulitzerprijs voor poëzie en groeide hij uit tot een van de belangrijkste dichters van Amerika. Rond 1930 werd hij viermaal genomineerd voor de Nobelprijs voor Literatuur.
De poëzie van Robinson houdt het midden tussen realisme en romantiek, met sporen van het symbolisme. De meeste van zijn gedichten hebben een narratief, soms beschouwend karakter, geschreven in eenvoudige taal, spreektaal ook, zonder sentimentaliteit, niet gespeend van enig cynisme. Thema is vaak het bekrompen leven van eenvoudige, meestal ontevreden mensen. Hij zoekt naar de lotsbestemming van de mens in het algemeen en van hemzelf als dichter, maar lijkt die niet te vinden. Onderliggend kan een nihilistische levensbeschouwing worden ontwaard.
Robinson overleed in 1935 aan kanker op 65-jarige leeftijd. Na zijn dood taande de belangstelling voor zijn werk, met name omdat het weinig vernieuwend werd geacht. Een kleine opleving kwam in de jaren zestig, toen Simon & Garfunkel zijn gedicht Richard Cory op muziek zetten, dit nummer werd later door diverse artiesten ook gecoverd.

## Richard Cory (1897)
Whenever Richard Cory went down town,

We people on the pavement looked at him:

He was a gentleman from sole to crown,

Clean favored, and imperially slim.
<...>
And he was rich—yes, richer than a king—

And admirably schooled in every grace:

In fine, we thought that he was everything

To make us wish that we were in his place.
So on we worked, and waited for the light,

And went without the meat, and cursed the bread;

And Richard Cory, one calm summer night,

Went home and put a bullet through his head.

### Poëzie
- The Torrent; and The Night Before (1896)
- The Children of the Night (1897), met daarin: "Richard Cory"
- Captain Craig and Other Poems (1902)
- The Town Down the River (1910)
- The Man Against the Sky (1916)
- Merlin (1917)
- The Three Taverns (1920)
- Lancelot
- Avon's Harvest (1921)
- Collected Poems (1921)
- Roman Bartholomew (1923)
- The Man Who Died Twice (1924)
- Dionysus in Doubt (1925)
- Tristram (1927)
- Fortunatus (1928)
- Sonnets, 1889-1917 (1928)
- Cavender's House (1929)
- Modred (1929)
- The Glory of the Nightingales (1930)
- Matthias at the Door (1931)
- Selected Poems (1931)
- Talifer (1933)
- Amaranth (1934)
- King Jasper (1935)
- Collected Poems (1937)
- A Happy Man

### Toneel
- Van Zorn (1914)
- The Porcupine (1915)

### Brieven
- Selected Letters (1940)
- Untriangulated Stars: Letters to Harry de Forest Smith 1890-1905 (1947)
- Edwin Arlington Robinson's Letters to Edith Brower (1968)